# Teddy Bishop
Edward James Bishop, plus connu sous le nom de Teddy Bishop, né le 15 juillet 1996 à Cambridge, est un footballeur anglais. Il joue au poste de milieu de terrain pour le club de Colchester United.

## Carrière
Il rejoint Ipswich Town en août 2014. Le 12 août 2014, il fait ses débuts en faveur du club, rentrant sur la pelouse après 77 minutes de jeu, remplaçant Kévin Bru lors d'un match de Coupe de la Ligue contre Crawley Town.
Le 27 juillet 2021, il rejoint Lincoln City.
Le 7 août 2024, il rejoint Colchester United.